# آر.ال. استاین
آر. ال. استاین (به انگلیسی: R.L.Stine)
نویسنده داستان‌های ترسناک نوجوانان و خالق مجموعه های مورمور به انگلیسی *Goosebaumps* است. این مجموعه در ایران به نام‌های دایره وحشت، سایه وحشت، ترس و لرز، دالان وحشت، پارک وحشت، تالار مخفی و ... در ایران شناخته می‌شود.او نویسنده ای یهودی است.
احتمال می‌رود کتاب‌های او تا ۲۱ می ۲۰۲۳ ۳/۳میلیارد نسخه در سرتاسر جهان فروخته و او را به پر‌‌فروش‌ترین نویسنده در تمام تاریخ ادبیات جهان تبدیل کرده است.

## زندگی‌نامه
استاین در ۸ اکتبر سال ۱۹۴۳ در کلمبوس ایالت اوهایو متولد شد. او پسر لوییس استاین یک کارمند حمل و نقل و آنه فاینستاین است. او در بکسلی ایالت اوهایو بزرگ شد. او نوشتن را از سن ۹ سالگی با پیدا کردن ماشین تحریری در اتاق زیرشیروانی آغاز نمود. استاین ابتدا به نوشتن کتاب‌های داستان و جوک روی آورد. طبق گزارش مستند قصه‌هایی از سردابه:از کتاب‌های مصور تا تلویزیون، استاین خواندن کتاب‌های مصور معروف از این برنامه تلویزیونی را به یاد داشته و هنگام جوانی از آنها الهام گرفته‌است. او در سال ۱۹۶۵ از دانشگاه ایالتی اوهایو دانش‌آموخته شد.

## دربارهٔ نویسنده
شمار کتاب‌های او به بیش از ۵۰۰ عدد می‌رسد.
استاین می‌گوید:
«همه از ترس سرگرم‌کننده لذت می‌برند، اگر در آن زمان در محل امن باشند. خواندن کتاب ترسناک مانند سوار شدن بر ترن هوایی در شهر بازی است. هم سرگرم‌کننده و جالب و هم ترسناک است. اما شما می‌دانید که جای شما امن است»

استاین می‌گوید: 
"وظیفهٔ بزرگی دارد و آن سیخ کردن مو بر اندام بچه هاست"
کتاب‌های او با فروش بیش از ۷۰۰ میلیون نسخه در سطح جهان او را به پر فروش‌ترین نویسندهٔ کودک در جهان تبدیل کرده‌است. همچنین نام او در کتاب رکوردهای گینس وجود دارد. نکته جالب توجه در شخصیت استاین وجود دارد و در زندگی نامه خود نوشت یا فتوبیوگرافی او هم آمده است نوع پوشش اوست که هرگز تغیر نکرده است و همیشه یک پیراهن مشکی همراه شلوار پارچه ای مشکی می‌پوشد به همین دلیل به طنز او را آقای بلک صدا می‌زنند
کتاب‌های او به بسیاری از زبان‌های زنده دنیا ترجمه شده‌است.

استاین می‌گوید:
"من عاشق این هستم که خواننده‌هایم را به جاهای ترسناک ببرم آیا می‌دانید ترسناک‌ترین مکان کجاست؟ این محل ذهن خود شماست."
لازم است ذکر شود که جک بلک در مورمور «در ایران این فیلم به عنوان "ترس و لرز"و"دایره وحشت" شناخته شده‌است» نقش او را ایفا کرده.

## عناوین آثار استاین که در ایران ترجمه شده‌اند
| نام کتاب                                 | نام مجموعه          | ناشر                            | مترجم                              | سال انتشار      | توضیح                                                   |
| کلبه وحشت                                |                     | سبزان                           | محمد حسین مؤیدی                    | ۱۳۸۳            | شامل ۱۰ داستان                                          |
| فراموشم مکن                              | تالار وحشت          | ویدا                            | غلامحسین اعرابی                    | چاپ ششم: ۱۳۹۰   |                                                         |
| کمد شماره۱۳                              | تالار وحشت          | ویدا                            | غلامحسین اعرابی                    | چاپ ششم: ۱۳۹۰   |                                                         |
| دروغگو، دروغگو                           | تالار وحشت          | پلیکان - ویدا                   | غلامحسین اعرابی                    | چاپ ششم: ۱۳۹۰   |                                                         |
| کمد شماره ۱۳                             | تالار وحشت          | پلیکان - ویدا                   | غلامحسین اعرابی                    | چاپ ششم: ۱۳۹۰   |                                                         |
| دفتر خاطرات، من مرده‌ام                   | تالار وحشت          | پلیکان - ویدا                   | غلامحسین اعرابی                    | چاپ ششم: ۱۳۹۰   |                                                         |
| جانور خبیث                               | تالار وحشت          | پلیکان                          | غلامحسین اعرابی                    | چاپ چهارم: ۱۳۹۰ |                                                         |
| جیغ                                      | تالار وحشت          | پلیکان - ویدا                   | غلامحسین اعرابی                    | چاپ چهارم: ۱۳۹۰ |                                                         |
| دختر سایه                                | تالار وحشت          | پلیکان - ویدا                   | غلامحسین اعرابی                    | چاپ چهارم: ۱۳۹۰ |                                                         |
| اردو ی تابستانی                          | تالار وحشت          | پلیکان - ویدا                   | غلامحسین اعرابی                    | چاپ چهارم: ۱۳۹۰ |                                                         |
| مهمانی در مهتاب                          | تالار وحشت          | پلیکان                          | غلامحسین اعرابی                    | چاپ چهارم: ۱۳۹۰ |                                                         |
| مدرسهٔ ترس                                | تالار وحشت          | پلیکان                          | غلامحسین اعرابی                    | چاپ چهارم: ۱۳۹۰ |                                                         |
| بیگانگان                                 | تالار وحشت          | پلیکان                          | غلامحسین اعرابی                    | چاپ چهارم: ۱۳۹۰ |                                                         |
| بازی‌های ترس (سه‌گانه)                     | تالار وحشت          | پلیکان                          | غلامحسین اعرابی                    | چاپ چهارم: ۱۳۸۹ |                                                         |
| بازی بقا (سه‌گانه)                        | تالار وحشت          | پلیکان                          | غلامحسین اعرابی                    | چاپ چهارم: ۱۳۸۹ |                                                         |
| هیچ‌کس زنده نمی‌ماند (سه‌گانه)              | تالار وحشت          | پلیکان - ویدا                   | غلامحسین اعرابی                    | چاپ چهارم: ۱۳۸۹ |                                                         |
| ماسک شبح زده                             | مورمور - دایرهٔ وحشت | پلیکان - ویدا                   | غلامحسین اعرابی - ماندانا قهرمانلو | چاپ پنجم: ۱۳۹۰  |                                                         |
| به خانهٔ مردگان خوش آمدید                 | مورمور - دایرهٔ وحشت | پلیکان - ویدا                   | غلامحسین اعرابی - ماندانا قهرمانلو | چاپ پنجم: ۱۳۹۰  | با همین نام، نشر پلیکان و با نام خانه مرگ در نشر پیدایش |
| داخل زیر زمین نشوید                      | دایرهٔ وحشت          | ویدا                            | ماندانا قهرمانلو                   | چاپ پنجم: ۱۳۹۰  |                                                         |
| خون هیولا                                | مورمور - دایرهٔ وحشت | پلیکان - ویدا                   | غلامحسین اعرابی - ماندانا قهرمانلو | چاپ پنجم: ۱۳۹۰  |                                                         |
| بگو پنیر و بمیر                          | دایرهٔ وحشت          | ویدا                            | ماندانا قهرمانلو                   | چاپ پنجم: ۱۳۹۰  | با نام بگو چیز و بمیر، نشر پلیکان                       |
| شب عروسک زنده                            | مورمور              | پلیکان                          | غلامحسین اعرابی                    | ۱۳۸۹            | با نام شبی که عروسک زنده شد، نشر ویدا                   |
| نفرین مقبرهٔ مومیایی                      | دایرهٔ وحشت          | ویدا                            | ماندانا قهرمانلو                   | چاپ پنجم: ۱۳۹۰  |                                                         |
| بیا نامریی شویم                          | دایرهٔ وحشت          | ویدا                            | ماندانا قهرمانلو                   | چاپ چهارم: ۱۳۹۰ |                                                         |
| دردسر مرگبار                             | دایرهٔ وحشت          | ویدا                            | رویا خادم‌الرضا                     | چاپ چهارم: ۱۳۹۰ |                                                         |
| مترسک نیمه‌شب                             | دایرهٔ وحشت          | ویدا                            | رویا خادم‌الرضا                     | چاپ چهارم: ۱۳۹۰ |                                                         |
| به اردو گاه وحشت خوش آمدید               | مورمور - دایرهٔ وحشت | پلیکان - ویدا                   | غلامحسین اعرابی - میترا کیوان‌مهر   | چاپ چهارم: ۱۳۹۰ | با نام اردوگاه وحشت، نشر پلیکان                         |
| شبح در همسایگی شماست                     | دایرهٔ وحشت          | ویدا                            | میترا کیوان‌مهر                     | چاپ چهارم: ۱۳۹۰ | با نام شبحی در همسایگی، نشر پلیکان و نشر پیدایش         |
| ساعت محکومیت                             | دایرهٔ وحشت          | ویدا                            | مرتضی نادری دره‌شوری                | چاپ چهارم: ۱۳۹۰ |                                                         |
| او در باتلاق تبدیل به گرگ می‌شود          | دایرهٔ وحشت          | ویدا                            | رویا خادم‌الرضا                     | چاپ چهارم: ۱۳۹۰ | با نام گرگ‌نمای باتلاق تب، نشر پلیکان                    |
| او از زیر ظرف‌شویی می‌آید                  | دایرهٔ وحشت          | ویدا                            | دلارام کارخیران                    | چاپ چهارم: ۱۳۹۰ |                                                         |
| وحشت در خیابان شوک                       | دایرهٔ وحشت          | ویدا                            | میترا کیوان‌مهر                     | چاپ چهارم: ۱۳۹۰ |                                                         |
| هیولاهای مریخی                           | دایرهٔ وحشت          | ویدا                            | مرتضی نادری دره‌شوری                | چاپ چهارم: ۱۳۹۰ |                                                         |
| غول برفی پاسادنا                         | دایرهٔ وحشت          | ویدا                            | مرتضی نادری دره‌شوری                | چاپ چهارم: ۱۳۹۰ |                                                         |
| چگونه سرم کوچک شد                        | دایرهٔ وحشت          | ویدا                            | میترا کیوان‌مهر                     | چاپ چهارم: ۱۳۹۰ |                                                         |
| یک روز در سرزمین وحشت                    | دایرهٔ وحشت          | ویدا                            | میترا کیوان‌مهر                     | چاپ چهارم: ۱۳۹۰ |                                                         |
| شبح ساحل                                 | دایرهٔ وحشت          | ویدا                            | میترا کیوان‌مهر                     | چاپ چهارم: ۱۳۹۰ |                                                         |
| شبح اردوگاه                              | دایرهٔ وحشت          | ویدا                            | رویا خادم‌الرضا                     | چاپ چهارم: ۱۳۹۰ |                                                         |
| چگونه هیولایی را بکشیم                   | دایرهٔ وحشت          | ویدا                            | رویا خادم‌الرضا                     | چاپ چهارم: ۱۳۹۰ |                                                         |
| شبح سخنگو                                | دایره وحشت          | ویدا                            | دلارام کارخیران                    | چاپ چهارم: ۱۳۹۰ |                                                         |
| وحشت در اردوگاه مارمالاد                 | دایرهٔ وحشت          | ویدا                            | رویا خادم‌الرضا                     | چاپ چهارم: ۱۳۹۰ |                                                         |
| نعرهٔ گربه                                | ترس و لرز           | پیدایش                          | شهره نورصالحی                      |                 |                                                         |
| هیولا                                    | ترس و لرز           | پیدایش                          | شهره نورصالحی                      | چاپ سوم:۱۳۹۳    |                                                         |
| دختری که دائم جیغ می‌کشید ((وای، هیولا!)) | ترس و لرز           | پیدایش                          | شهره نورصالحی                      | چاپ سوم:۱۳۹۱    |                                                         |
| خانهٔ مرگ                                 | ترس و لرز           | پیدایش                          | شهره نورصالحی                      | چاپ نهم:۱۳۹۶    |                                                         |
| غار ارواح                                | ترس و لرز           | پیدایش                          | ناصر زاهدی                         | ۱۳۸۸            |                                                         |
| روح در آینه                              | ترس و لرز           | پیدایش                          | ناصر زاهدی                         | چاپ ششم:۱۳۹۴    |                                                         |
| مدرسه جن زده                             | ترس و لرز           | پیدایش                          | شهره نورصالحی                      | چاپ هفتم:۱۳۹۴   |                                                         |
| طلسم                                     | ترس و لرز           | پیدایش                          | شهره نورصالحی                      | چاپ سوم:۱۳۹۳    |                                                         |
| نفرین مومیایی                            | ترس و لرز           | پیدایش                          | شهره نورصالحی                      | چاپ پنجم:۱۳۹۵   |                                                         |
| اردوی نفرین شده                          | ترس و لرز           | پیدایش                          | شهره نور صالحی                     | چاپ چهارم:۱۳۹۳  |                                                         |
| به زیرزمین نزدیک نشو                     | ترس و لرز           | پیدایش                          | شهره نور صالحی                     | چاپ چهارم:۱۳۹۲  |                                                         |
| حبابی که همه را خورد!                    | ترس و لرز           | پیدایش                          | شهره نورصالحی                      | چاپ سوم:۱۳۹۲    |                                                         |
| آدم‌برفی می‌آید                            | ترس و لرز           | پیدایش                          | ناصر زاهدی                         | ۱۳۸۸            |                                                         |
| پیانو=مرگ                                | ترس و لرز           | پیدایش                          | شهره نور صالحی                     | چاپ پنجم:۱۳۹۵   |                                                         |
| آدمک زنده                                | ترس و لرز           | پیدایش                          | شهره نور صالحی                     | چاپ چهارم:۱۳۹۵  |                                                         |
| آدم گرگ مرداب                            | ترس و لرز           | پیدایش                          | شهره نورصالحی                      | چاپ دوم:۱۳۹۱    |                                                         |
| رموز مهتاب                               | زمان وحشت           | ویدا                            | سید مصطفی رضیئی                    | چاپ دوم: ۱۳۹۶   |                                                         |
| تله سیرک وحشت                            | زمان وحشت           | ویدا                            | ماندانا قهرمانلو                   | چاپ دوم: ۱۳۹۶   |                                                         |
| ساعت وحشت                                |                     | ویدا                            | دلارام کارخیران                    | چاپ چهارم: ۱۳۹۰ |                                                         |
| به همه بگو سینه‌خیز بروند                 | سایهٔ وحشت           | ویدا                            | آرزو احمی                          | ۱۳۸۹            |                                                         |
| مدرسه شبح‌زده                             | سایهٔ وحشت           | ویدا                            | رویا خادم‌الرضا                     | ۱۳۸۹            | با نام مدرسه جن‌زده، نشر پیدایش                          |
| مواظب غول برفی باش                       | سایهٔ وحشت           | ویدا                            | علی هداوند                         | ۱۳۸۹            | با نام آدم‌برفی می‌آید، نشر پیدایش                        |
| نباید بخوابی                             | سایهٔ وحشت           | ویدا                            | دلارام کارخیران                    | ۱۳۸۹            |                                                         |
| بهترین دوستم نامرئی شد                   | سایهٔ وحشت           | ویدا                            | ریحانه کرم‌پور                      | ۱۳۸۹            |                                                         |
| نفرین اردو گاه دریاچه یخی                | سایهٔ وحشت           | ویدا                            | مرتضی نادری دره‌شوری                | ۱۳۸۹            | با نام نفرین اردوگاه دریاچه سرد، نشر پلیکان             |
| حبابی که همه را خورده                    | سایهٔ وحشت           | ویدا                            | رویا خادم‌الرضا                     | ۱۳۸۹            |                                                         |
| جوجه جوجه                                | سایهٔ وحشت           | ویدا                            | مرتضی نادری دره‌شوری                | ۱۳۸۹            |                                                         |
| چطور یادگرفتم پرواز کنم                  | سایهٔ وحشت           | ویدا                            | آرش نورقربانی                      | ۱۳۸۹            |                                                         |
| پرموترین ماجرای من                       | سایهٔ وحشت           | ویدا                            | زهره حق‌بین                         | چاپ چهارم: ۱۳۸۹ |                                                         |
| دردسر مرگ بار ۲                          | سایهٔ وحشت           | ویدا                            | آرش نورقربانی                      | ۱۳۸۹            |                                                         |
| نفس خون‌آشام                              | سایه وحشت           | ویدا                            | زهره حق‌بین                         | ۱۳۸۹            |                                                         |
| شبحی که سر نداشت                         | سایهٔ وحشت           | ویدا                            | علی هداوند                         | ۱۳۸۹            | با نام شبح بی‌سر، نشر پلیکان و روح بی‌سر، نشر پیدایش      |
| شبی در برج وحشت                          | سایهٔ وحشت           | ویدا                            | زهره حق‌بین                         | ۱۳۸۹            |                                                         |
| حمله جانوران عجیب‌الخلقه                  | سایهٔ وحشت           | ویدا                            | دلارام کارخیران                    | ۱۳۸۹            |                                                         |
| دختری که هیولا گریه می‌کرد                | سایهٔ وحشت           | ویدا                            | آرش نورقربانی                      | ۱۳۸۹            | با نام دیو و دختر، نشر پلیکان                           |
| نمی‌توانی مرا بترسانی                     | سایهٔ وحشت           | ویدا                            | زهره حق‌بین                         | ۱۳۸۹            |                                                         |
| چرا از زنبورها می‌ترسم                    | سایهٔ وحشت           | ویدا                            | رویا خادم‌الرضا                     | ۱۳۸۹            |                                                         |
| درس پیانو می‌تواند تو را بکشد             | سایهٔ وحشت           | ویدا                            | آرزو احمی                          | ۱۳۸۹            | با نام پیانو=مرگ، نشر پیدایش                            |
| برو کرم بخور                             | سایهٔ وحشت           | ویدا                            | آرزو احمی                          | ۱۳۸۹            |                                                         |
| دوباره بگو پنیر و بمیر                   | سایهٔ وحشت           | ویدا                            | مرتضی نادری دره‌شوری                | ۱۳۸۹            |                                                         |
| شبی که عروسک زنده شد ۲                   | سایهٔ وحشت           | ویدا                            | دلارام کارخیران                    | ۱۳۸۹            |                                                         |
| شبی من مردم و زنده شدم                   | سایهٔ وحشت           | ویدا                            | محمد حسین مؤیدی                    | ۱۳۹۹            |                                                         |
| خون هیولا ۲                              | سایهٔ وحشت           |                                 |                                    |                 |                                                         |
| خون هیولا ۳                              | سایهٔ وحشت           | ویدا                            | دلارام کارخیران                    | ۱۳۸۹            |                                                         |
| هیولایی که از شرق می‌آید                  | سایهٔ وحشت           | ویدا                            | رویا خادم‌الرضا                     | ۱۳۸۹            |                                                         |
| بازگشت مومیایی                           | سایهٔ وحشت           | ویدا                            | علی هداوند                         | ۱۳۸۹            |                                                         |
| مواظب باش چه آرزویی می‌کنی                | سایهٔ وحشت           | ویدا                            | آرزو احمی                          | ۱۳۸۹            |                                                         |
| ماسک شبح‌زده ۲                            | سایهٔ وحشت           | ویدا                            | زهره حق‌بین                         | ۱۳۸۹            |                                                         |
| شبح سالن اجتماعات                        | سایهٔ وحشت           | ویدا                            | زهره حق‌بین                         | ۱۳۸۹            |                                                         |
| حمله فانوس‌های شیطان                      | سایهٔ وحشت           | ویدا                            | مرتضی نادری دره‌شوری                | ۱۳۸۹            |                                                         |
| کابوس‌ها                                  | خیابان هراس         | ویدا                            | شیوا مقانلو                        | ۱۳۸۹            |                                                         |
| جابجایی                                  | خیابان هراس         | ویدا                            | آرزو احمی                          | ۱۳۸۹            | با نام تعویض، نشر پلیکان                                |
| اولین وحشت                               | خیابان هراس         | ویدا                            | ترانه برومند                       | ۱۳۹۰            |                                                         |
| بازی آتش                                 | خیابان هراس         | ویدا                            | سید مصطفی رضیئی                    | ۱۳۸۹            |                                                         |
| دومین وحشت                               | خیابان هراس         | ویدا                            | شیوا مقانلو                        | ۱۳۸۹            |                                                         |
| هوادار مرموز                             | خیابان ترس          | پلیکان                          | غلامحسین اعرابی                    |                 |                                                         |
| بهترین دوست                              | خیابان ترس          | پلیکان                          | غلامحسین اعرابی                    |                 |                                                         |
| ---------------------------------------- | ------------------- | ------------------------------- | ---------------------------------- | --------------- | ------------------------------------------------------- |
| چنگال مرگ                                | تالار مخفی          | پیدایش                          | شهره نورصالحی                      |                 |                                                         |
| شب غول ها                                | تالار مخفی          | پیدایش                          | شهره نورصالحی                      |                 |                                                         |
| ماسک‌های شیطانی                           | تالار مخفی          | پیدایش                          | شهره نورصالحی                      |                 |                                                         |
| مدرسهٔ زامبی ها                           | تالار مخفی          | پیدایش                          | شهره نورصالحی                      |                 |                                                         |
| فریاد وحشت                               | تالار مخفی          | پیدایش                          | شهره نورصالحی                      |                 |                                                         |
| طلسم عوضی                                | تالار مخفی          | پیدایش                          | شهره نورصالحی                      |                 |                                                         |
| شوالیه ترس                               | ارواح خیابان ترس    | ترجمه اینترنتی وبلاگ اعماق وحشت |                                    |                 |                                                         |